# Waldemar Flaig
Waldemar Flaig (født 27. januar 1892 i Villingen i Schwarzwald; død 4. april 1932 i Villingen) var en tysk maler.
Waldemar Flaig modtog den første undervisning på "Kunst- und Gewerbeschule Karlruhe", derefter 1911-13 på "Akademie für Bildende Künste in München", senere i Rom og Firenze op til 1. verdenskrig, som han deltog i på Vestfronten, hvor han juli 2018 blev såret i slaget ved Marne.
Indtrykkene derfra har han fastholdt i en krigsdagbog, 'Kriegstagebuch'.
| - Fra Waldemar Flaigs krigsdagbog 1915-18 - Ved Verdun, 1916 - Såret kammerat, 1916 - Sovende kammerat, 1916 - Landres (en) i Meurthe-et-Moselle - Beskydning - Kirkegård - Område ved Somme - Piennes, Meurthe-et-Moselle - Pigtråd, 'Stacheldraht', 1918 |

Efter krigen slog han sig 1920 ned som freelancemaler i Meersburg ved Bodensøen, og samme sommer giftede han sig med Maria Thoma fra Villingen.
Han blev ramt af angina og malede efter 1922 at være kommet sig portrættet af sig selv som rygende.
Et billede Christnacht og et af danseren Tatjana Barbakoff blev offer for nazisternes aktion mod 'Entartete Kunst'.
| - Religiøse motiver - Stjernen over Bethlehem, 1920 - Flugten til Ægypten, 1920 - Den hellige Sebastian, 1923 - Nedtagningen fra korset, Kreuzabnahme, 1925 - Golgatha, 1932 - Jesus med disciplene i stormen på søen, o. 1932 (Matt 14,22 ) |

| - Portrætter − efter år - Martin Andersen Nexø, 1921 - Maleren Albert Säger († 1924de) - Otto Dix, 1924 - Danseren Tatyana Barbakoff i kinesisk kostume, 1927 - Norbert Jacques, 1927 (skaberen af dr. Mabuse) - Harriet Straub, 1930 (de) - Datteren Erika, 1930 - Sønnen Hubert, 1930 (1923-43) - Dr. Naumer, 1931 |

| - Meersburg ved Bodensøen, hvor Flaig slog sig ned 1920 - Udsigt over Meersburg, 1920 - Måneklar nat i Meersburg, 1931 - Meersburg ved Bodensøen, før 1932 - Udsigt fra Schloss Meersburg, 1931 - Meersburg om vinteren, 1931 - Vintertusmørke i Meersburg, 1931 |

| - By- og landskabsbilleder - Gyden, Die Gasse, 1920 - Kanzleigyden, Kanzleigasse, 1920 - Ved bredden af Bodensøen, ca. 1920 - Kirkegård med kapel, 1920 - Landskab med fire træer, 1921 - Meersburg, 1922 - Udsigt mod Nussbach/Triberg, 1922 - Mondlandschaft, 1923 (landskab i månelys?) - Kastanietræer, 1927 - Landskab ved Bodensøen, 1928 - Skumring, 1929 Dämmerung - Landsbygade, 1929 - Bred ved Bodensøen, 1931 - Schwarzwaldlandskab, 1932 |

| - Andre værker af Waldemar Flaig - Den døende, 1924 - Skrigende barn, 1924 - Modeshow, 1925 - Badende kvinder, 1928 - Villinger Narro, 1929 (karnevalsnar, de) - Don Quijote, 1931 |